# Aleksandr Demianenko
Aleksandr Sergheievici Demianenco (în rusă Александр Сергеевич Демьяненко; n. 30 mai 1937, Sverdlovsk - d. 22 august 1999, Sankt Petersburg) a fost un actor rus și sovietic de film și teatru, artist al poporului în RSFS Rusă.

## Filmografie selectivă
- 1961 Pace noului venit (Мир входящему), regia Aleksandr Alov și Vladimir Naumov
- 1964 Cine-i criminalul? (Государственный преступник), regia Nikolai Rozanțev
- 1965 Operațiunea Î și celelalte aventuri ale lui Șurik (Операция «Ы» и другие приключения Шурика)
- 1967 Prizoniera din Caucaz sau Noile aventuri ale lui Șurik (Кавказская пленница, или Новые приключения Шурика), regia Leonid Gaidai
- 1973 Țarul Ivan își schimbă profesia (Иван Васильевич меняет профессию)